# B細胞前リンパ球性白血病
B細胞前リンパ球性白血病（Bさいぼうぜんリンパきゅうせいはっけつびょう　英:B-cell Prolymphocytic leukemia）とはB細胞腫瘍の一つであり、末梢血と骨髄、脾臓でリンパ球が著明に増加し、増加しているリンパ球の55%以上がB細胞前リンパ球である白血病である。略称はB-PLL。非常にまれな血液疾患である。
健康人の末梢血では血液1μl（マイクロリットル）あたり1000個から4000個程度であるリンパ球が、B-PLLでは末梢血のリンパ球数が血液1μl中で10万個を越え、20万個を越えることもまったく珍しくない。前リンパ球性白血病にはT細胞性の前リンパ球性白血病（T-PLL）もあるが、B-PLLとT-PLLは異なる疾患である。

## 概要
B細胞前リンパ球性白血病（以下では略称B-PLL）は、まれな疾患であり、初めて報告されたのは1974年である。B-PLL細胞は中から大型の細胞で核に明瞭な核小体を認める。末梢血のリンパ球数が著明に増加し10万個/μlを超え、40%の患者では20万個を超える極端な増加を示す。貧血や血小板減少を示すことが多く、脾腫とB症状も伴うことも多い。

## 定義
B細胞前リンパ球性白血病は
| - 前リンパ球が末梢血、骨髄、脾を主体に増加する疾患 - 末梢血中リンパ球増多（10×104/μl以上、その55%以上が前リンパ球 prolymphocyte:PLである） - 除外項目 Transformed CLL、前リンパ球増加を伴う慢性リンパ性白血病（CLL/PL）、PLの形態を示すリンパ増殖性疾患でt(11;14)(q13;q32)転座を有するもの -文献 橋本 優子、阿部 正文「B細胞前リンパ球性白血病」 『WHO血液腫瘍分類』直江 知樹、他 編 医薬ジャーナル社、2010年、p.263より引用 |

と定義されている。

## 症状
脾腫による腹部の不快感、発汗、体重減少、貧血などが見られることがある。リンパ節の腫れはあまり目立たない。

## 疫学
非常にまれな疾患で、欧米では非ホジキンリンパ腫の0.1%とされ、日本ではさらに少なく0.08%程度と考えられている。日本での悪性リンパ腫の発症は年に1万7000人（2004年）なのでB-PLLは日本では年に10数人程度の発症と計算される。患者は男女ほぼ同数で性差はなく、85%の患者は50歳以上、患者の年齢中央値は70歳とされ高齢者に多い病気である。

## 検査所見
末梢血ではリンパ球が著明に増加し健康人の末梢血では血液1μlあたり1000個から4000個程度のリンパ球が、B-PLLでは末梢血のリンパ球数は血液1μl中で10万個を超え、20万個を超えることもまったく珍しくない。骨髄と末梢血で増加しているリンパ球は55%以上が前リンパ球で、実際には多くの患者で90%以上が前リンパ球で占められる。前リンパ球は中型以上の大きさで核に明瞭な核小体を持つことが特徴である。脾臓には白血病細胞が浸潤して明らかな脾腫を示す。2/3の患者で貧血、1/3の患者で10万個/μl以上の血小板減少がある。

## 診断
B-PLLでは均一な前リンパ球の明白な増加が見られることで診断は付けられるが、CLL/PLとの鑑別のために前リンパ球が55%以上であることが必須である。

## 予後
生存中央値は30-50か月とも、65か月とも言われ、治療反応性が良くない。貧血とリンパ球増加がはなはだしい例では予後不良である。B細胞性悪性リンパ腫に用いられる標準療法であるCHOP療法やプリンアナログ、抗CD20モノクローナル抗体のリツキシマブなどが期待できる。

## 遺伝子異常
B-PLLではさまざまな遺伝子異常が見つかっている。染色体の複雑核型を認めることも多く、p53遺伝子関連の異常や14番染色体のIgH遺伝子異常、13番遺伝子の異常はそれぞれ半数の患者で見つかる。しかし、多く見つかる遺伝子異常とB-PLLの発現の結びつきは明確ではない。